# Hadashi no Mirai/Kotoba Yori Taisetsu na Mono
«Hadashi o Mirai/Kotoba yori Taisetsu na Mono» (ハダシの未来/言葉より大切なもの?) es el decimoprimer sencillo de la boy band japonesa Arashi que fue lanzado el 3 de septiembre de 2009. El sencillo fue lanzado en dos ediciones una edición normal que contiene versiones en karaoke de las canciones del sencillo y una edición limitada con una portada de lujo. Alcanzó el puesto número dos en la lista Oricon.
Es la segunda vez que el grupo ha lanzado un sencillo con dos pistas del lado A. El sencillo fue usado como tema principal para Coca-Cola y es evidente por el diseño de la portada de la edición limitada donde se ve una botella de Coca Cola. "Kotoba yori Taisetsu na Mono" fue usado como tema principal del dorama Stand Up!! protagonizado por el miembro de Arashi Kazunari Ninomiya junto con Tomohisa Yamashita, Anne Suzuki, Hiroki Narimiya y Shun Oguri.

## Información del sencillo

### "Hadashi no Mirai"
- Letras y compuesto por: Miyazaki Fu
- Arreglado por: Chokkaku

### "Kotoba yori Taisetsu na Mono"
- Letras: Takeshi
- Letras del Rap: Sakurai Sho
- Compuesto por: Takehiko Ida
- Arreglado por: Tomoo Ishiduka

## Lista de pistas
| Pista # | Título de pista                                                         | Duración |
| ------- | ----------------------------------------------------------------------- | -------- |
| 1       | "Hadashi no Mirai" ("ハダシの未来")                                     | 4:41     |
| 2       | "Kotoba yori Taisetsu na Mono" ("言葉より大切なもの")                   | 4:02     |
| 3       | "Hadashi No Mirai" (Karaoke) ("ハダシの未来"カラオケ)                   | 4:41     |
| 4       | "Kotoba yori Taisetsu na Mono" (Karaoke) ("言葉より大切なもの"カラオケ) | 4:02     |